# Liptovská Teplička
Liptovská Teplička és un poble i municipi d'Eslovàquia a la regió de Prešov.

## Història
La primera referència escrita de la vila data del 1634.

## Demografia
| Godina             | 1994 | 2004   | 2014   | 2024   |
| ------------------ | ---- | ------ | ------ | ------ |
| Nombre de persones | 2180 | 2293   | 2434   | 2362   |
| Diferència         |      | +5,18% | +6,14% | −2,95% |

| Godina             | 2023 | 2024   |
| ------------------ | ---- | ------ |
| Nombre de persones | 2380 | 2362   |
| Diferència         |      | −0,75% |